# Christiaan Alberdingk Thijm
Christiaan Alberdingk Thijm (Laren, 1971) is een Nederlands advocaat, gespecialiseerd in auteurs- en informatierecht. Daarnaast is hij romanschrijver; in 2011 debuteerde hij met Het proces van de eeuw en in 2021 verscheen De familie Wachtman.

## Biografie
Alberdingk Thijm is een telg uit het geslacht Alberdingk en een achterkleinzoon van schrijver Karel Joan Lodewijk Alberdingk Thijm, beter bekend onder zijn pseudoniem Lodewijk van Deyssel. Christiaans broer is scenarioschrijver Robert Alberdingk Thijm.
In 1997 studeerde Alberdingk af aan de faculteit Rechtsgeleerdheid aan de Universiteit van Amsterdam, en begon hij als advocaat-stagiair bij kantoor De Brauw Blackstone Westbroek. Hij maakte zijn drie stagejaren niet vol. Na anderhalf jaar besloot hij onderzoek te gaan doen naar auteursrecht en internet aan de Universiteit van Amsterdam.
Met de opgedane kennis begon hij samen met twee anderen een eigen kantoor, SOLV, en was gelijk de jongste partner van Nederland. Vanaf 2001 nam zijn carrière als advocaat een vlucht. Hij won grote zaken op het gebied van informatierecht, te beginnen met de zaak Kazaa.
Per 1 augustus 2013 heeft Alberdingk Thijm SOLV verlaten om Bureau Brandeis te starten.
Daarnaast is hij als docent Intellectuele Eigendom en Informatierecht verbonden aan het Instituut voor Informatierecht aan de Universiteit van Amsterdam.

## Advocaat
Alberdingk is gespecialiseerd in auteursrecht, het recht op privacy, informatierecht en e-commerce. Hij heeft een bijzondere belangstelling voor de interactie tussen recht en nieuwe technologieën en hij behandelt graag principiële zaken voor innovatieve ondernemers.
In 2004 werd Alberdingk Thijm door zijn vakgenoten uitgeroepen tot de beste IE/IT-advocaat van Nederland. Hij won daarmee de Gouden Zandloper.
Hij verwierf internationale bekendheid door met succes de makers van Kazaa te verdedigen in een procedure tegen muziekorganisatie BumaStemra. Door de overwinning werd Kazaa het eerste “legale” bestandsuitwisselingsprogramma ter wereld.
Hij is adviseur voor cliënten als KPN, Netflix en eBay.

## Auteur
Alberdingk schrijft regelmatig over de juridische aspecten van internet, zowel wetenschappelijk werk als opiniestukken (de Volkskrant, NRC Handelsblad en Het Financieele Dagblad). Hij heeft gepubliceerd in de juridische vakbladen AMI, Mediaforum, Privacy & Informatie, Recht & Informatietechnologie en JAVI.
Hij heeft drie populair-wetenschappelijke boeken op zijn naam staan:
- Privacy vs. auteursrecht (SDU, 2001)
- Het nieuwe informatierecht (Academic Service, 2005)
- Waarom je beter geen regisseur kunt worden (DDG, 2008).

En twee romans:
- Het proces van de eeuw (2011, Lebowski)

Dit boek werd door Dries Muus in HP de Tijd debuut van het jaar genoemd.
- De familie Wachtman (2021, Ambo/Anthos uitgevers)

- International Standard Name Identifier: 0000 0000 3928 1090
- Virtual International Authority File: 68442947